# Physica A
Physica A: Statistical Mechanics and its Applications is een internationaal, aan collegiale toetsing onderworpen wetenschappelijk tijdschrift op het gebied van de natuurkunde.
Het wordt uitgegeven door Elsevier.